# Papaver californicum
Espèce
Papaver californicum, littéralement « pavot de Californie », est une espèce de plantes à fleurs dicotylédones de la famille des Papaveraceae, famille des Papaveroideae. C'est une plante herbacée endémique de Californie.
C'est une plante annuelle, d'environ 60 cm de haut. Pyrophyte, elle pousse après un incendie de forêt, la chaleur des flammes permettant d'éclater le tégument qui entoure la graine. Elle peut attendre 40 à 50 ans avant de germer.
Espèce relativement rare, Papaver californicum, sans nom vernaculaire officiel connu en français, est connue en anglais sous le nom de « fire poppy » car elle germe en abondance après les incendies. En français, l'expression « pavot de Californie » désigne une autre espèce de Papaveraceae, Eschscholzia californica, également indigène de Califormie, mais beaucoup plus fréquente.

## Description
Papaver californicum est une plante herbacée annuelle, dont la tige poilue ou glabre, peut dépasser 50 cm de haut. La fleur a quatre pétales de couleur orange, verte à la base. Ce caractère la distingue  de l'espèce proche, Stylomecon heterophylla, qui a des pétales pourpres à la base. 
Papaver californicum est une espèce tétraploïde qui possède 28 chromosomes (2n = 4x = 28).

## Distribution et habitat
Papaver californicum est une espèce endémique de Californie, où elle se rencontre dans les comtés côtiers situés au sud de la baie de San Francisco, du comté de Napa au comté de San Diego,. Selon Plants of the World Online, l'aire de répartition de cette espèce incluerait aussi le Nord-Ouest du Mexique et la Basse-Californie.
Cette plante pousse dans le chaparral, les bois et les milieux ouverts et autres habitats perturbés, souvent dans des endroits qui ont récemment brûlé, jusqu'à une altitude de 800 mètres environ.

## Biologie
Les fleurs ne durent que quelques jours au maximum. Les graines, une fois dispersées, peuvent rester dormantes pendant des années. La fumée agit comme un déclencheur pour leur germination.

## Taxinomie
Papaver californicum est l'unique espèce de la section Papaver sect. Californicum.

### Synonyme
Selon The Plant List (1 octobre 2020) :
- Papaver lemmonii Greene